# Faya
Faya, Faya-Largeau, Largeau – miasto w Czadzie, stolica regionu Borku (dawniej regionu Bourkou-Ennedi-Tibesti obejmującego cały północny Czad) oraz departamentu Borkou; 13 400 mieszkańców (2005).
Pierwotną nazwę Faya Francuzi przemianowali w czasach kolonialnych (początek XX w.) na Largeau na cześć pułkownika Étienne Largeau, zasłużonego dla władzy francuskiej w regionie. Po uzyskaniu niepodległości przez Czad pod nazwą Faya-Largeau. Miasto znajdowało się pod okupacją libijską w latach 1975–1980 i 1983–1987.
Znajduje się tu lotnisko (kod IATA: FYT, ICAO: FTTY).